# Гриднев, Даниил Анатольевич
Дании́л Анато́льевич Гри́днев (род. 2 февраля 1986, Воронеж) — российский футболист, полузащитник. Мастер спорта России.

## Карьера

### Клубная
Воспитанник воронежской детско-юношеской спортивной школы «Энергия». Карьеру начал в молодёжной команде немецкого «Штутгарта», в составе которой стал чемпионом страны. В 2006 году Даниил вернулся в Россию, заключив соглашение с воронежским «Факелом», где 25 мая забил самый поздний гол в розыгрыше первенства первого дивизиона 2006 года. Это произошло на пятой добавленной к основному времени матча минуте во встрече с тольяттинской «Ладой».
В феврале 2007 года перешёл в «Анжи», с которым победил в первом дивизионе-2009. В межсезонье стал игроком самарских «Крыльев Советов», но вскоре в клубе сменился тренер, и Гриднев перестал попадать в состав, что способствовало досрочному расторжению контракта.
По окончании сезона подписал контракт с клубом «Спартак-Нальчик» сроком на один год. 24 октября 2011 года забил свой первый гол за клуб. Всего в составе нальчан провёл 22 встречи.
4 февраля 2012 года подписал контракт с ярославским «Шинником». Вторую половину сезона 2012/13 провёл в составе «Волгаря». В июле 2013 года, после вылета астраханской команды в первенство ПФЛ, заключил соглашение с владивостокским «Лучом-Энергией». 14 января 2014 года было объявлено о расторжении контракта по обоюдному согласию.
27 января 2014 года заключил контракт с нижнекамским «Нефтехимиком». Дебютировал 10 марта 2014 года в матче 26 тура первенства ФНЛ против московского «Торпедо». После вылета команды в Первенство ПФЛ вернулся в «Шинник».
Летом 2015 года вернулся в воронежский «Факел». Через год перешёл в владивостокский «Луч-Энергию». В 2017 году играл за московское «Торпедо», а сезон 2018/19 провёл в «Нефтехимике».
Участник Кубка ПФЛ «Надежда» 2006, 2008 и 2009 годов.

### В сборной
Выступал за национальную команду на юношеском и молодёжном уровне. За молодёжную команду провёл 8 матчей, в которых забил гол.

## Достижения
- Победитель первого дивизиона: 2009
- Победитель Первенства ПФЛ: 2018/2019 (группа «Урал-Приволжье»)
- Лучший игрок Кубка ПФЛ «Надежда»: 2009

## Личная жизнь
Жена Татьяна.

## Статистика выступлений
| Клуб                      | Сезон            | Чемпионат | Чемпионат | Кубок | Кубок | Прочее | Прочее | Итого | Итого |
| Клуб                      | Сезон            | Игры      | Голы      | Игры  | Голы  | Игры   | Голы   | Игры  | Голы  |
| ------------------------- | ---------------- | --------- | --------- | ----- | ----- | ------ | ------ | ----- | ----- |
| Факел (Воронеж)           | 2006             | 33        | 1         | 3     | 1     | —      | —      | 36    | 2     |
| Факел (Воронеж)           | Итого            | 33        | 1         | 3     | 1     | 0      | 0      | 36    | 2     |
| Анжи (Махачкала)          | 2007             | 35        | 2         | 1     | 0     | —      | —      | 36    | 2     |
| Анжи (Махачкала)          | 2008             | 34        | 2         | 2     | 1     | —      | —      | 36    | 3     |
| Анжи (Махачкала)          | 2009             | 15        | 2         | —     | —     | —      | —      | 15    | 2     |
| Анжи (Махачкала)          | Итого            | 84        | 6         | 3     | 1     | 0      | 0      | 87    | 4     |
| Крылья Советов (Самара)   | 2010             | 16        | 0         | 1     | 0     | —      | —      | 17    | 0     |
| Крылья Советов (Самара)   | Итого            | 16        | 0         | 1     | 0     | 0      | 0      | 17    | 0     |
| Спартак-Нальчик           | 2011/12          | 22        | 1         | —     | —     | —      | —      | 22    | 1     |
| Спартак-Нальчик           | Итого            | 22        | 1         | 0     | 0     | 0      | 0      | 22    | 1     |
| Шинник (Ярославль)        | 2011/12          | 9         | 0         | —     | —     | 2      | 0      | 11    | 0     |
| Шинник (Ярославль)        | 2012/13          | 18        | 0         | 1     | 0     | —      | —      | 19    | 0     |
| Шинник (Ярославль)        | Итого            | 27        | 0         | 1     | 0     | 2      | 0      | 30    | 0     |
| Волгарь (Астрахань)       | 2012/13          | 10        | 0         | —     | —     | —      | —      | 10    | 0     |
| Волгарь (Астрахань)       | Итого            | 10        | 0         | 0     | 0     | 0      | 0      | 10    | 0     |
| Луч-Энергия (Владивосток) | 2013/14          | 19        | 1         | 3     | 0     | —      | —      | 22    | 1     |
| Луч-Энергия (Владивосток) | Итого            | 19        | 1         | 3     | 0     | 0      | 0      | 22    | 1     |
| Нефтехимик (Нижнекамск)   | 2013/14          | 5         | 0         | —     | —     | —      | —      | 5     | 0     |
| Нефтехимик (Нижнекамск)   | Итого            | 5         | 0         | 0     | 0     | 0      | 0      | 5     | 0     |
| Всего за карьеру          | Всего за карьеру | 216       | 9         | 11    | 2     | 2      | 0      | 229   | 11    |

(откорректировано по состоянию на 15 апреля 2014 года)